# Boldo
Boldo (lat. Peumus), biljni rod iz porodice boldovki smješten u potporodicu Monimioideae. Jedina vrsta je P. boldus iz središnjeg i južnog Čilea,, drvo poznato na hrvatskom i engleskom jeziku kao boldo, i po kojemu je porodica Monimiaceae, u hrvatskom jeziku dobila ime.
To je do 15 metara visoko spororastuće zimzeleno drvo čiji listovi iumaju ljekovita svojstva.

## Sinonimi
- Ruizia Ruiz & Pav.
- Boldea Juss.
- Boldu Adans.
- Boldu chilanum Nees
- Laurus belloto Miers ex Nees
- Laurus lingui Bridges ex Nees
- Ruizia fragrans Ruiz & Pav.
- Boldea boldus (Molina) Looser
- Boldea fragrans (Pers.) Endl.
- Boldus chilensis Schult. & Schult.f.
- Peumus fragrans Pers.

- P. boldus
- P. boldus
- P. boldus
- P. boldus